# إدي جيرارد
إدي جيرارد هو لاعب هوكي الجليد كندي، ولد في 22 فبراير 1890 في أوتاوا في كندا، وتوفي بنفس المكان في 7 أغسطس 1937 بسبب سرطان الحنجرة.

## وصلات خارجية
- إدي جيرارد على موقع دوري الهوكي الوطني (الإنجليزية)
- إدي جيرارد على موقع EliteProspects.com (الإنجليزية)
- إدي جيرارد على موقع HockeyDB.com (الإنجليزية)
- إدي جيرارد على موقع Hockey-Reference.com (الإنجليزية)
- إدي جيرارد على موقع قاعة كندا للمشاهير الرياضية (الإنجليزية)